# Piemonte (Wein)

Lage der Region Piemont in Italien

Die Region Piemont und ihre Provinzen

Piemonte ist eine Sammelbezeichnung für alle Qualitätsweine mit einer „kontrollierten Herkunftsbezeichnung“ (Denominazione di origine controllata – DOC), die im italienischen Weinanbaugebiet „Piemonte Il Monferrato“ hergestellt werden und nicht einer der anderen definierten Denomination des Monferrato (Cortese di Gavi, Barbera del Monferrato Superiore, Colli Tortonesi, Cortese dell’Alto Monferrato, Dolcetto d’Acqui, Gabiano, Grignolino del Monferrato Casalese, Monferrato, Rubino di Cantavenna, Strevi, Barbera del Monferrato) angehören.

## Anbaugebiet
Die zugelassene Weinbauzone ist sehr weitläufig und umfasst viele Gemeinden in den Provinzen Alessandria, Asti, Cuneo, Turin, Novara, Biella, Verbano-Cusio-Ossola und Vercelli. Eine Übersicht bietet die Liste der DOCG- und DOC-Weine in Piemont.

## Erzeugung
Die in diesem Gebiet hergestellten Weintypen sind sehr breit gefächert:
- Weißweine:
  - Piemonte bianco
  - Piemonte … mit zusätzlicher Bezeichnung einer der folgenden Rebsorten (Bussanello, Cortese, Chardonnay, Moscato, Sauvignon, Viognier, Pinot Grigio und Riesling)
  - Piemonte … mit zusätzlicher Angabe von jeweils zwei der folgenden Rebsorten, in Kombination aus (Pinot bianco, Pinot grigio, Pinot nero (weiß ausgebaut), Cortese, Chardonnay, Brachetto und Albarossa rosato)
- Schaumweine:
  - Piemonte spumante – Bei Schaumweinen ist die kontrollierte Ursprungsbezeichnung „Piemonte“ ohne zusätzliche Angabe dem Schaumwein vorbehalten, der aus Trauben von Weinbergen gewonnen wird, die zu mindestens 60 % aus den folgenden Rebsorten bestehen: Cortese und/oder Chardonnay und/oder Favorita und/oder Erbaluce und/oder Pinot Bianco und/oder Pinot Grigio und/oder Pinot Nero; für den verbleibenden Teil können Rebsorten verwendet werden, die für den Anbau in der Region Piemont geeignet und in das Nationale Register der Rebsorten für Keltertrauben eingetragen sind.
  - Piemonte spumante … mit zusätzlicher Rebsortenbezeichnung (Pinot bianco, Pinot grigio oder Pinot nero) ist Schaumweinen vorbehalten, die aus Trauben von Weinbergen gewonnen werden, bei denen mindestens 85 % der Trauben von der betreffenden Rebsorte stammen; der restliche Teil kann Pinot bianco und/oder Pinot grigio und/oder Pinot nero und/oder Chardonnay sein.
- Perlweine:
  - Piemonte frizzante … mit der zusätzlichen Bezeichnung rosso, bianco, rosato, Dolcetto, Cortese, Chardonnay, Barbera, Bonarda
- Rotweine:
  - Piemonte rosso – Die kontrollierte Ursprungsbezeichnung „Piemonte“ rosso ist Weinen vorbehalten, die aus Trauben gewonnen werden, die von Weinbergen mit folgender ampelografischer Zusammensetzung innerhalb des Unternehmens stammen: Barbera und/oder Nebbiolo und/oder Dolcetto und/oder Freisa und/oder Croatina, allein oder in Kombination zu mindestens 60 %; für den verbleibenden Teil können Rebsorten verwendet werden, die für den Anbau in der Region Piemont geeignet sind und im Nationalen Register der Rebsorten für Keltertrauben eingetragen sind.
  - Die kontrollierte Ursprungsbezeichnung „Piemonte“, gefolgt von einer der folgenden Rebsortenbezeichnungen: Albarossa, Barbera, Bonarda, Dolcetto, Freisa, Grignolino, Brachetto, Cabernet, Cabernet Franc, Cabernet Sauvignon, Croatina, Merlot, Pinot Noir, Syrah, Bussanello, Cortese, Chardonnay, Sauvignon, Viognier, Pinot Grigio, Riesling, Moscato Bianco ist Weinen vorbehalten, die aus Trauben von Weinbergen gewonnen werden, die zu mindestens 85 % aus den entsprechenden Rebsorten bestehen; andere nicht aromatische Rebsorten mit ähnlicher Farbe, die für den Anbau in der Region Piemont geeignet sind, können den restlichen Teil beitragen.
  - Piemonte … mit zusätzlicher Nennung von jeweils zwei Rebsorten in Kombination (aus Barbera, Dolcetto, Freisa, Bonarda, Cabernet Sauvignon, Merlot, Syrah, Pinot nero)
- Roséwein:
  - Piemonte rosato
- Passito-Weine:
  - Piemonte Moscato passito
  - Piemonte Brachetto passito

Die im Jahr 2019 erzeugte Menge der unter dieser Denomination erzeugten Weine betrug 207.076 Hektoliter (Stand 2020).